# Ângelo Paupério
Ângelo Paupério (Porto, 14 de Setembro de 1959) é um empresário português. É Co-CEO da Sonae, repartindo a presidência da comissão executiva com Paulo Azevedoo residente do grupo. É considerado o braço-direito de Belmiro de Azevedo, fundador histórico da empresa.

## Origens e Educação
Ângelo Paupério é licenciado em Engenharia Civil pela Faculdade de Engenharia da Universidade do Porto. Começou a sua carreira profissional em 1982 na Tecnopor, transitando para a EDP em 1984, onde se manteve até 1989.
Era quadro da EDP quando realizou um MBA pelo Instituto Superior de Estudos Empresariais da Universidade do Porto (1987 ‐ 1988), destacando-se como o melhor aluno, o que levou Osório de Castro, seu assistente e advogado da Sonae, e Moreira da Silva, presidente da COTEC, na altura quadro da Sonae, a recomendarem o seu nome a Belmiro de Azevedo.

## Percurso na Sonae
Ângelo Paupério entrou na Sonae em 1989, como director do projeto de televisão do grupo, e rapidamente mereceu a confiança de Belmiro de Azevedo, na altura Presidente do Conselho de Administração da empresa.
De 1991 a 1994 foi Diretor do Departamento de Planeamento e Controlo da Sonae Investimentos e de 1994 a 1996 foi Membro do Conselho de Administração e CFO da Sonae Distribuição.
Em 1996 assume também as funções de Membro do Conselho de Administração da Sonae Participações Financeiras e da Sonae Retalho Especializado.
Desde 2000 assume funções de Vice-Presidente Executivo e CFO da Sonae e Membro do Conselho de Administração da Sonae Sierra, bem como CEO da Sonae Capital e Chairman do Comité de Finanças do Grupo Sonae.
Em 2007, quando Paulo Azevedo assumiu a liderança do grupo Sonae, sucedendo ao pai Belmiro de Azevedo, Ângelo Paupério assumiu a Presidência Executiva da Sonaecom acumulando com a Vice-Presidência da Sonae.
Em 2013, na sequência da fusão da ZON com a Optimus, acumula também as funções de Chairman e CEO da Sonaecom e de Administrador Não-Executivo da NOS Comunicações, SA.
Em março de 2015, e após a saída de Belmiro de Azevedo de todos os órgãos sociais da Sonae, assumiu o cargo de CO-CEO do grupo Sonae, repartindo a presidência da comissão executiva com Paulo Azevedo.

## Outras funções
É professor convidado de Política de Negócios na Escola de Gestão do Porto.
É Membro do Conselho de Administração da APGEI – Associação Portuguesa de Gestão e Engenharia Industrial desde 1989.
É Chairman do Conselho de Administração do Público, SA, Sonae Telecom, SGPS, SA, NOS Comunicações, SA, Sonaecom ‐ Sistemas de Informação, SA e WeDo Consulting ‐Sistemas de Informação, SA.

## Esfera pessoal e interesses
Casado, tem quatro filhos (um rapaz e três raparigas). Toca viola e é apreciador de arte. Em 2010 fez aquele que se considera um “investimento sentimental” na AP’Arte, uma galeria na Rua Miguel Bombarda, no Porto.

## Reconhecimentos
Em 2010, foi reconhecido na lista do Prémio CEO em destaque, atribuído pelo Diário Económico e a Heindrick & Struggles.